# XEQ-FM
XEQ-FM es una estación de radio localizada en la Ciudad de México.
Se transmite en los 92.9 MHz de la banda de frecuencia modulada con 100,000 watts de potencia. 
Actualmente, se le conoce como La KeBuena.

## Historia
La concesión original para XEQ-FM fue otorgada el 16 de abril de 1957 a Radio Mexicana del Centro, S.A. de C.V. 
En 1978, XEQ-FM se convirtió en la primera estación de música tropical en la Ciudad de México bajo el nombre de la Tropi Q.
Estaciones de radio como Radio AI y Radio Onda emitirían los mismos géneros.
El formato se trasladó a AM en 1993, cuando XEQ-FM recogió su nombre actual y el formato de la música grupera. 
El formato grupera había estado previamente en XEX-AM , donde se conocía como "La Super Q" hasta acuñarse como Ke Buena en el ámbito musical.
A principios del 2000 siguió transmitiéndose por XEX-AM, hasta 2001.    
Tiempo después se transmitió por la estaciones XEWF-AM y XECO-AM, propiedad de Radiorama. desde noviembre de 2019, emite en simultáneo con 940 kHz XEQ-AM hasta 2023.   
El 7 de noviembre de 2022, se empieza a retransmitir por la frecuencia 90.1 MHz XHCHL-FM en Monterrey, Nuevo León, donde anteriormente operaba su programación local, operada por Heraldo Media Group, que tenía lugar desde el 31 de mayo de 2021, eliminando por completo dicha progamación y se convirtió en una retransmisión total las 24 horas hasta el 1 de diciembre de 2022.
| Predecesor: W Radio XEQ-AM 900 kHz | Emisoras de radio en amplitud modulada en la Ciudad de México La Ke Buena XEQ-AM 940 kHz | Sucesor: Radio Fórmula Primera Cadena Nacional 970 AM XERFR-AM 970 kHz |

| Predecesor: Radio Disney XHFO-FM 92.1 MHz | Emisoras de radio en frecuencia modulada en la Ciudad de México La Ke Buena XEQ-FM 92.9 MHz | Sucesor: Joya 93.7 XEJP-FM 93.7 MHz |

- Datos: Q19600465